# Loučky (Vílanec)
Loučky (německy Lutschen) je malá vesnice, část obce Vílanec v okrese Jihlava. Nachází se asi 2 km na jihovýchod od Vílance. V roce 2009 zde bylo evidováno 24 adres. V roce 2001 zde trvale žilo 37 obyvatel.
Loučky leží v katastrálním území Loučky u Jihlavy o rozloze 7,06 km2.

## Název
Název se vyvíjel od varianty Luczka (1365, 1374), Lutschen a Lutsch (1678), Litschan (1718), Lutschen (1720), Lutschen a Laučky (1846) až k podobám Lutschen a Loučky v roce 1872. Původní místní jméno znělou Lúčka odvozeného od slova louka.

## Historie
První písemná zmínka o obci pochází z roku 1349. V roce 1532 vesnici koupilo město Jihlava.
V letech 1869–1889 byly osadou Vílance.
V letech 1961–1988 byla součástí obce Vílanec, spolu s ní mezi lety 1989 až 1990 součástí města Jihlava. Od 1. srpna 1990 opět jsou místní částí Vílance.

## Přírodní poměry
Puklice leží v okrese Jihlava v Kraji Vysočina. Nachází se 2 km jihozápadně od Vílance. Geomorfologicky je oblast součástí Česko-moravské subprovincie, konkrétně Křižanovské vrchoviny a jejího podcelku Brtnická vrchovina, v jehož rámci spadá pod geomorfologický okrsek Puklická pahorkatina. Nadmořská výška ve vsi činí 575 metrů. Nejvyšší bod, V Klučí (683 m n. m.), leží v jihozápadní části katastru. Katastrem protéká Loučský potok, který se východně od Louček vlévá do řeky Jihlávky. Na katastrálním území Loučky se dále nachází 2 přírodní rezervace Rašeliniště Loučky a V Klučí a evropsky významná lokalita Velký Špičák.

## Obyvatelstvo
Podle sčítání 1930 zde žilo v 29 domech 131 obyvatel. 9 obyvatel se hlásilo k československé národnosti a 122 k německé. Žilo zde 131 římských katolíků.
| Rok            | 1869 | 1880 | 1890 | 1900 | 1910 | 1921 | 1930 | 1950 | 1961 | 1970 | 1980 | 1991 | 2001 | 2011 |
| -------------- | ---- | ---- | ---- | ---- | ---- | ---- | ---- | ---- | ---- | ---- | ---- | ---- | ---- | ---- |
| Počet obyvatel | 194  | 208  | 197  | 163  | 151  | 144  | 131  | 112  | 89   | 48   | 40   | 34   | 37   | 27   |

## Hospodářství a doprava
Loučkami prochází silnice III. třídy č. 03830 do Vílance. Dopravní obslužnost zajišťuje dopravce ICOM transport. Autobusy jezdí ve směrech Jihlava, Vílanec a Stonařov.

## Školství, kultura a sport
Místní děti dojíždějí do základní školy ve Stonařově.

## Další fotografie

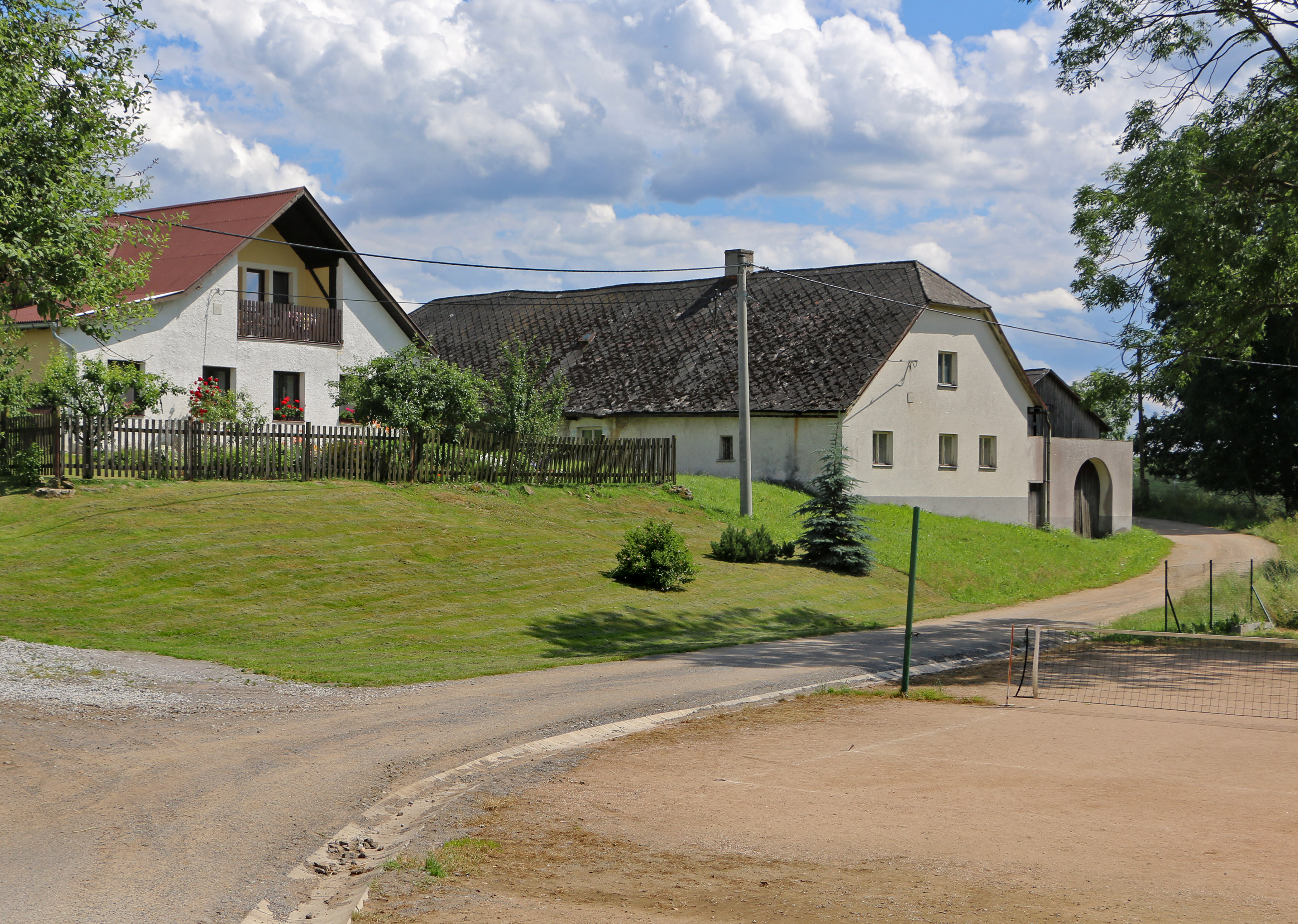
Dům čp. 14
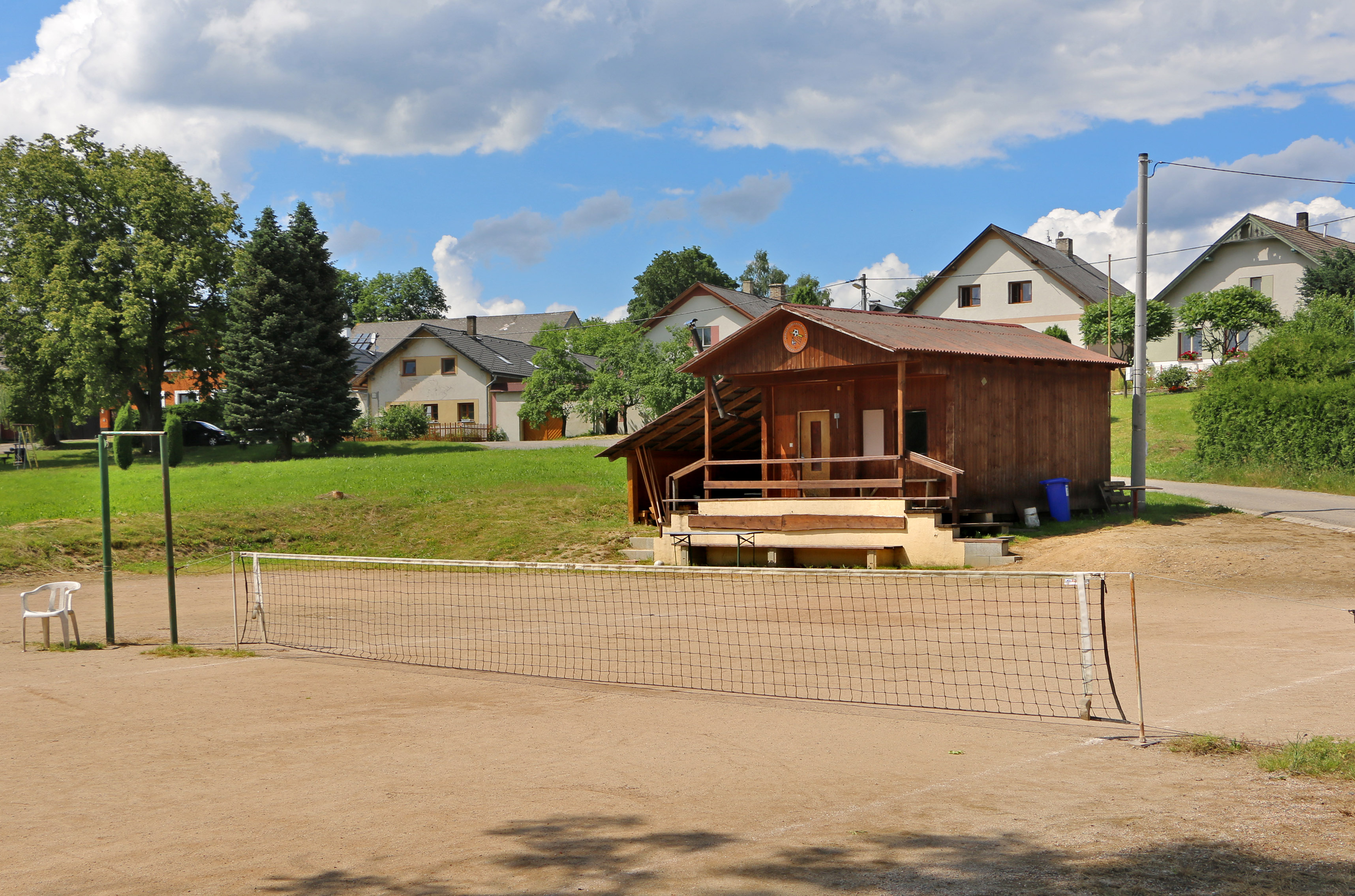
Hřiště s klubovnou
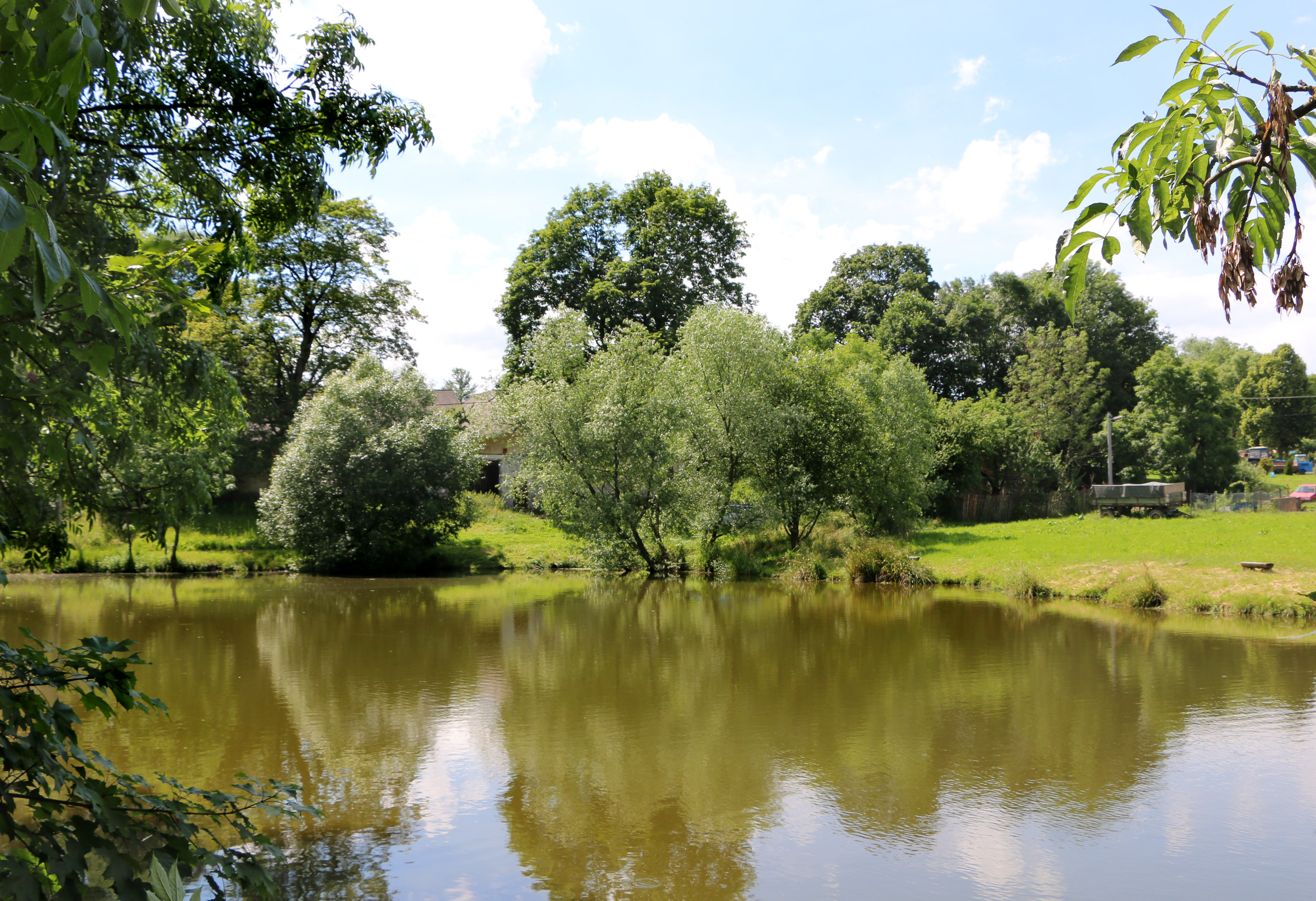
Rybník pod návsí
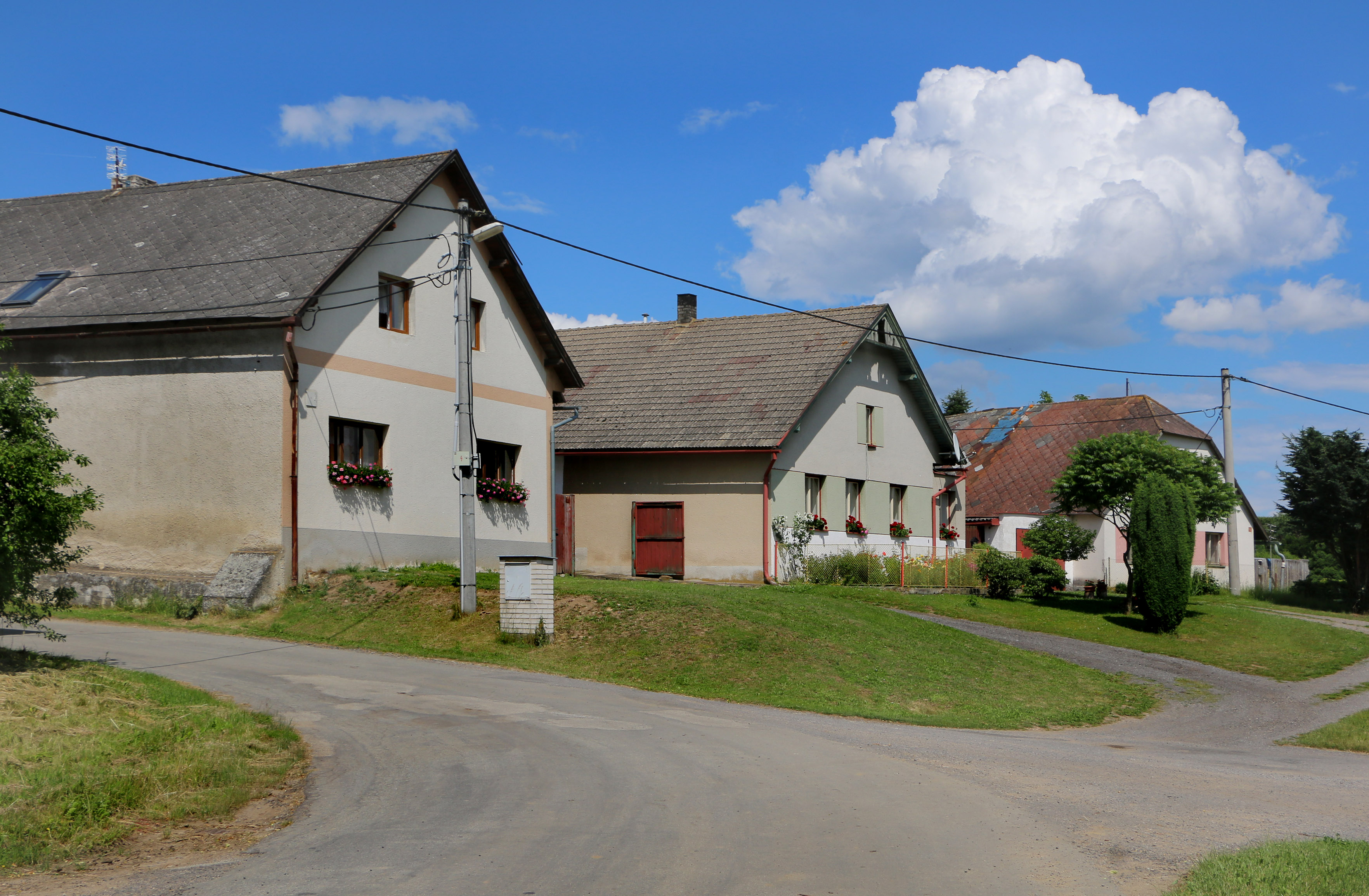
Severní strana návsi